# Owełnica lucernianka
Owełnica lucernianka, biedronka dwudziestoczterokropka (Subcoccinella vigintiquatuorpunctata) – gatunek owada z rodziny biedronkowatych z rzędu chrząszczy.
Dorosłe osiągają długość 3–4 mm. Ubarwienie pokryw skrzydłowych zmienne, zazwyczaj rdzawobrązowe z dwunastoma czarnymi plamkami ułożonymi w czterech poprzecznych rzędach na każdej z nich. Jest jednym z nielicznych spośród przedstawicieli biedronkowatych odżywiający się pokarmem roślinnym, jedyny zaliczany do szkodników roślin uprawnych. Najczęściej występuje na lucernie, a poza tym na wielu roślinach z rodziny goździkowatych (Caryophyllaceae). 
Żółtawe, pokryte rozgałęzionymi kolcami larwy dorastają do 6 mm długości i żerują głównie na górnej stronie liści.